# Bảo tàng Vùng Lubuskie ở Zielona Góra
Bảo tàng Vùng Lubuskie ở Zielona Góra (tiếng Ba Lan: Muzeum Ziemi Lubuskiej w Zielonej Górze) là một bảo tàng tọa lạc tại số 15 đại lộ Độc lập, Zielona Góra, Ba Lan. Hoạt động của bảo tàng này tập trung vào việc thu thập và bảo vệ di sản văn hóa vật chất và tinh thần của Vùng đất Lubusz, đồng thời phổ biến kiến thức về lịch sử, văn hóa, truyền thống và các di tích của khu vực.

## Lịch sử
Vào năm 1908, Albert Severin tặng bộ sưu tập các đồ vật liên quan đến nghề thủ công và truyền thống thợ rèn của Zielona Góra ông thu thập được trong nhiều năm cho thành phố. Bảo tàng ở Zielona Góra được thành lập vào năm 1922, theo khởi xướng của của Hiệp hội Bảo tồn Truyền thống Khu vực của Thành phố Zielona Góra. Tiến sĩ Martin Klose đảm nhiệm vị trí quản lý bảo tàng từ thời điểm mở bảo tàng khu vực (Heimatmuseum) ở Zielona Góra cho đến năm 1945. Trụ sở của bảo tàng này lần lượt là một nhà nguyện trên phố Tiến sĩ Pieniężny ngày nay và tòa nhà của Trường Friarian trên phố Szkolna (nay là phố Lisowskiego).
Sau Chiến tranh thế giới thứ hai, Bảo tàng Thành phố ở Zielona Góra được thành lập trên cơ sở Bảo tàng Heimatmuseum của Đức. Vào năm 1950, bảo tàng này được quốc hữu hóa. Bảy năm sau, bảo tàng trở thành Bảo tàng Huyện. Từ năm 1967, bảo tàng lấy tên là Bảo tàng Vùng Lubuskie.